# 柯寨镇
柯寨镇，是中华人民共和国甘肃省定西市陇西县下辖的一个乡镇级行政单位。
2016年，甘肃省民政厅批复同意撤销柯寨乡，设立柯寨镇。

## 行政区划
柯寨镇下辖以下地区：
崖坪村、虎家洼村、柯寨村、张家湾村、条子沟村、鲁班山村、马家岔村和葡萄村。